# اچ‌ام‌اس بروک (۱۹۱۴)
اچ‌ام‌اس بروک (۱۹۱۴) (به انگلیسی: HMS Broke (1914)) یک کشتی بود که طول آن ۳۳۱ فوت (۱۰۱ متر) بود. این کشتی در سال ۱۹۱۴ ساخته شد.